# MLG
MLG（英語：Major League Gaming）是一個職業电子竞技機構，總部設立于纽约州纽约，于2002年由聖丹斯·迪喬瓦尼與邁克·塞普索創立。并在美国與加拿大舉辦官方視頻游戲錦標賽。

## 外部鏈接
- 官方网站